# 월 오브 사운드

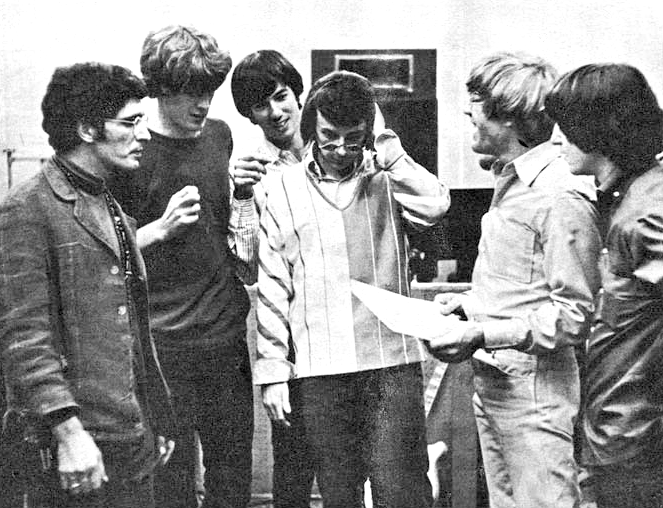
1965년 골드 스타 스튜디오에서 모던 포크 콰르텟과 스펙터(가운데)

월 오브 사운드(Wall of Sound) 또는 스펙터 사운드(Spector Sound)는 1960년대 골드 스타 스튜디오에서 미국의 음반 프로듀서 필 스펙터가 고안한 음악제작공식이다. 엔지니어 래리 레빈과 세션 음악인들의 연합체인 '레킹 크루'의 단원들과 함께 만들었다.
이것의 목적은 녹음실을 가능성을 최대한 쥐어짜내어 독특하고 빽빽한 오케스트라식 미학을 창조해내는 데 있었다. 당시에 라디오나 주크박스가 음악을 전달하는 매체였던 것도 한 이유였다. 스펙터 자신은 다음과 같이 설명한다. "저는 그러한 사운드를 찾고 있었습니다. 사운드가 너무 굉장한지라 원곡이 그리 좋지 못하더라도 사운드의 힘으로 레코드를 이끌어갈 수 있는 그런 것을 말입니다. 증폭시키고 거듭 증폭시키는 것입니다. 흡사 퍼즐과 같이 모두 잘 들어맞았습니다."